# Artonges
Artonges är en kommun i departementet Aisne i regionen Hauts-de-France i norra Frankrike. Kommunen ligger  i kantonen Condé-en-Brie som ligger i arrondissementet Château-Thierry. År 2018 hade Artonges 161 invånare.

## Befolkningsutveckling
Antalet invånare i kommunen Artonges
Referens: INSEE